# Opowiadanie dla dzieci o czworonogich zwierzętach
Opowiadanie dla dzieci o czworonogich zwierzętach (Diégesis pajdiὸphrastos ton tetrapὸdon zὸon) – bizantyńska opowieść zwierzęca z przełomu XIV i XV wieku.
Opowiadanie dla dzieci o czworonogich zwierzętach liczy sobie 1082 nierymowane wiersze polityczne. Lew i słoń wspólnie zasiadają na tronie. Obok tronu stoją wierni ministrowie: pantera i lampart, dalej - dworzanie wilk, pies i lis. Król lew chce zaprowadzić w swoim państwie trwały pokój. Zwołuje więc przez posłów: kota i mysz i przy pomocy małpy ogólne zgromadzenie zwierząt. Idei całkowitego pokoju przeciwne są zwierzęta mięsożerne. W czasie debaty dochodzi do krwawej walki. Lew rzuca się na krowę, lecz pada przebity rogami wołu. Tak kończy się władza silniejszego. Nastaje pokój, ale zwierzęta pozostają sobie wrogie.
Opowiadanie, mimo moralizatorskiej treści, nie było dopuszczone do użytku w szkołach ze względu na użyte w tekście wulgaryzmy i wyrazy obsceniczne. Zgromadzenie zwierząt odbywa się w 1365 roku, co pozwala datować utwór na koniec XIV wieku, jednak nie później niż XV wiek, z końca tego wieku pochodzi bowiem najstarszy zachowany rękopis.